# Po (Kung Fu Panda)
Maestrul Ping Xiao Po (simplu Po; născut ca Li Lotus) este personajul titular și protagonistul francizei Kung Fu Panda, dublat în principal de Jack Black și Mick Wingert. El este un panda mare antropomorf care este ales la întâmplare drept campion al Văii Păcii în primul film. Po este Războinicul Dragon cel din profeții, și de asemenea Războinicul în Alb și Negru.
El este fiul adoptiv al domnului Ping și unul din studenții Maestrului Shifu. Po este și liderul celor Cinci Furioși, deși nu este parte propriu-zis din echipă pentru că este considerat a fi un maestru secund după Shifu la cei Cinci Furioși. În Kung Fu Panda: Legendele Teribilității, este dezvăluit că Po poate învăța Kung Fu dintr-o privire.
Po a fost primit cu o recepție în general pozitivă.

## Personalitate
Interesul principal al lui Po este Kung Fu. El a dezvoltat cunoștințe adânci despre tehnici diverse și maeștri diverși, date și artifacte istorice. Aprecierea lui adâncă pentru kung fu se extinde și la aspectele filozofice, el fiind uneori în stare să realizeze perspective pe care nici măcar lui Shifu nu i-ar trece prin minte. El a fost popular cu toată lumea și era prieten cu toți de când era copil. El este un bucătar excelent, dar are maniere teribile.
Deși pasiunea adevărată a lui Po este Kung Fu, el a fost reticent să-i dezvăluie aceasta tatălui său din frica de a-l dezamăgi. Deși are o personalitate calmă și prietenoasă, Po a dezvoltat o disprețuire de sine severă, văzându-se ca pe un ratat pentru mărimea lui și fiind parte a unei specii nu tocmai cunoscute pentru tradiții de război. Când este trist, el mănâncă în exces.

## Apariții
- Kung Fu Panda (2008)
- Kung Fu Panda: Secrets of the Furious Five (2008)
- Kung Fu Panda Holiday (2010)
- Kung Fu Panda 2 (2011)
- Kung Fu Panda: Legendele Teribilității (2011–2016)
- Kung Fu Panda: Secrets of the Masters (2011)
- Kung Fu Panda: Secrets of the Scroll (2015)
- Kung Fu Panda 3 (2016)
- Kung Fu Panda: Ghearele destinului (2018–2019)
- Kung Fu Panda: Cavalerul dragon (2022)